# Kusanovec
 Kusanovec  falu Horvátországban Zágráb megyében. Közigazgatásilag Brckovljanihoz tartozik.

## Fekvése
Zágrábtól 30 km-re keletre, községközpontjától 4 km-re délkeletre, a Zelina jobb partján, a megye keleti részén fekszik.

## Története
A települést még a rakolnoki uradalomhoz tartozó birtokként 1541-ben említik először. A rakolnoki és a verebóci uradalom összevonása után Kusanovec az egyesített uradalom része volt egészen 1848-ig a jobbágyság megszüntetéséig. A 19. század végén és a 20. század elején a falu a verebóci járáshoz és községhez tartozott, majd később Dugoselo községhez csatolták.
A falunak 1857-ben 159, 1910-ben 174 lakosa volt. Trianonig Zágráb vármegye Dugoseloi járásához tartozott. 1993-ban az újjáalakított brckovljani község része lett. 2001-ben 53 lakosa volt.

## Lakosság
| Lakosság változása | Lakosság változása | Lakosság változása | Lakosság változása | Lakosság változása | Lakosság változása | Lakosság változása | Lakosság változása | Lakosság változása | Lakosság változása | Lakosság változása | Lakosság változása | Lakosság változása | Lakosság változása | Lakosság változása |
| ------------------ | ------------------ | ------------------ | ------------------ | ------------------ | ------------------ | ------------------ | ------------------ | ------------------ | ------------------ | ------------------ | ------------------ | ------------------ | ------------------ | ------------------ |
| 1857               | 1869               | 1880               | 1890               | 1900               | 1910               | 1921               | 1931               | 1948               | 1953               | 1961               | 1971               | 1981               | 1991               | 2001               |
| 159                | 163                | 165                | 189                | 186                | 174                | 163                | 145                | 133                | 107                | 94                 | 78                 | 73                 | 51                 | 53                 |

## Külső hivatkozások
- Brckovljani község hivatalos oldala